# La Dernière Fugitive
La Dernière Fugitive (The Last Runaway), paru en 2013, est un roman de l'écrivaine anglo-américaine Tracy Chevalier.

## thématique
En 1850, une jeune femme de milieu quaker de Bridport (Dorset, Angleterre), accompagne sa sœur en Amérique rejoindre son fiancé, dans la région de Cleveland (Ohio).
L'esclavage est encore très présent dans les États du Sud. De très nombreux esclaves fuient vers le Nord, principalement le Canada, en traversant l'Ohio, bénéficiant ou non de l'assistance d'individus, principalement quakers, globalement favorables à l'abolitionnisme : la Guerre de Sécession (1861-1865) n'est pas envisagée, et l'American Colonization Society (1816-1964) est une option.
Honor Bright rend compte dans ses lettres à sa famille et à son amie Biddy de l'évolution de sa situation précaire durant sa première année en Ohio, en milieu quaker plutôt rigoriste, et de sa découverte d'un nouveau monde, traversé de contradictions.

## Personnages
- Honor Bright, personnage principal, quilteuse
  - Biddy, meilleure amie d'Honor, restée au pays
  - Comfort, enfant d'Honor
- Grace Bright, sa sœur, fiancée d'Adam Cox
- Adam Cox, fiancé de Grace, veuf, résident de Faithwell (Ohio), boutiquier à Oberlin (Ohio)
  - Abigaïl, jeune veuve de Matthew Cox, frère d'Adam Cox
- Belle Mills, unique modiste de Wellington (Ohio), hébergeuse puis amie d'Honor
- Donovan Mills, frère de Belle Mills, chasseur d'esclaves fugitifs
- Elsie Reed, femme noire, maillon important du chemin de fer clandestin
- Jack Haymaker, jeune fermier
- Dorcas Haymaker, sœur de Jack
- Judith Haymaker, veuve, mère de Jack et Dorcas
- Virginie, esclave en fuite

## Éditions
- La Dernière Fugitive, Paris, Quai Voltaire, 2013  (ISBN 978-2-7103-7019-2); réédition, Paris, Gallimard, coll. « Folio » no 5884, 2015  (ISBN 978-2-07-045564-5)

## Accueil
Le lectorat francophone apprécie forme et contenu de ce récit fictionnel, portrait de femmes et témoignage quaker
. Particulièrement « la virtuosité de son auteure pour reconstituer les paysages et les mœurs de l’Ohio de la seconde moitié du XIXème siècle ».